# NXT TakeOver
NXT TakeOver – gala wrestlingu z cyklu gal NXT TakeOver, wyprodukowana przez federację WWE dla zawodników brandu rozwojowego. Odbyła się 29 maja 2014 w Full Sail University w Winter Park na Florydzie. Była transmitowana na żywo za pośrednictwem WWE Network.
Podczas wydarzenia odbyło się sześć walk, z czego jedno starcie nie zostało wyemitowane (był to tzw. dark match). W walce wieczoru, mistrz NXT Adrian Neville zmierzył się z Tysonem Kiddem. Podczas gali wyłoniono też zwyciężczynię turnieju o NXT Women’s Championship.
Gala otrzymała pozytywne opinie od krytyków. Larry Csonka, redaktor serwisu o tematyce sportowej, 411mania.com, ocenił galę na 8.1 punktu w skali dziesięciopunktowej. Średnia ocen wszystkich walk gali przyznanych przez Wrestling Observer Dave’a Meltzera wyniosła 2,7 gwiazdki. Najwyższą ocenę otrzymało starcie Charlotte z Natalyą o NXT Women’s Championship – magazyn przyznał tej walce 4 gwiazdki na 5 możliwych.

## Produkcja

### Przygotowania
Brand rozwojowy WWE NXT powstał w czerwcu 2012, zastępując poprzednią szkółkę federacji – Florida Championship Wrestling (FCW). W lutym 2014 brand otrzymał swoją pierwszą galę pay-per-view, nazwaną „NXT Arrival”. Ta zdobyła dobre opinie fanów i krytyków, co zaowocowało zapowiedzią kolejnej gali w kwietniu tego samego roku. Specjalną galę, mającą odbyć się 29 maja 2014, nazwano „NXT TakeOver” (pl. przejęcie), co miało nawiązywać do stopniowego „przejmowania” głównych rosterów WWE przez zawodników z NXT, jak i do popularności rozwojówki, przewyższającej niektóre z głównych programów WWE.
NXT TakeOver oferowało walki profesjonalnego wrestlingu z udziałem różnych wrestlerów z zaplanowanych przez bookerów rywalizacji i storyline’ów, które były kreowane na tygodniówce NXT. Wrestlerzy byli przedstawieni jako heele (negatywni, źli zawodnicy i najczęściej wrogowie publiki) i face’owie (pozytywni, dobrzy i najczęściej ulubieńcy publiki), którzy rywalizują pomiędzy sobą w seriach walk mających w budować napięcie. Punktem kulminacyjnym rywalizacji są walki na galach PPV lub serie pojedynków.

### Rywalizacje

#### Adam Rose vs. Camacho
22 maja, na odcinku tygodniówki NXT, Adam Rose zmierzył się z Camacho. Rose był bliski wygranej, lecz zanim zdołał zadać ostateczny cios, Camacho uciekł z ringu. Wkrótce ogłoszono, że ich walka rewanżowa odbędzie się na NXT TakeOver.

#### The Ascension vs. Kalisto i El Local
Kalisto i El Local połączyli siły w kwietniu 2014. W programie telewizyjnym NXT zadebiutowali 8 maja, a tydzień później przyjęli wyzwanie posiadaczy NXT Tag Team Championship – The Ascension. Ogłoszono, że dwie drużyny zmierzą się ze sobą na nadchodzącym NXT TakeOver w walce o tytuły mistrzowskie.

#### Turniej o NXT Women’s Championship

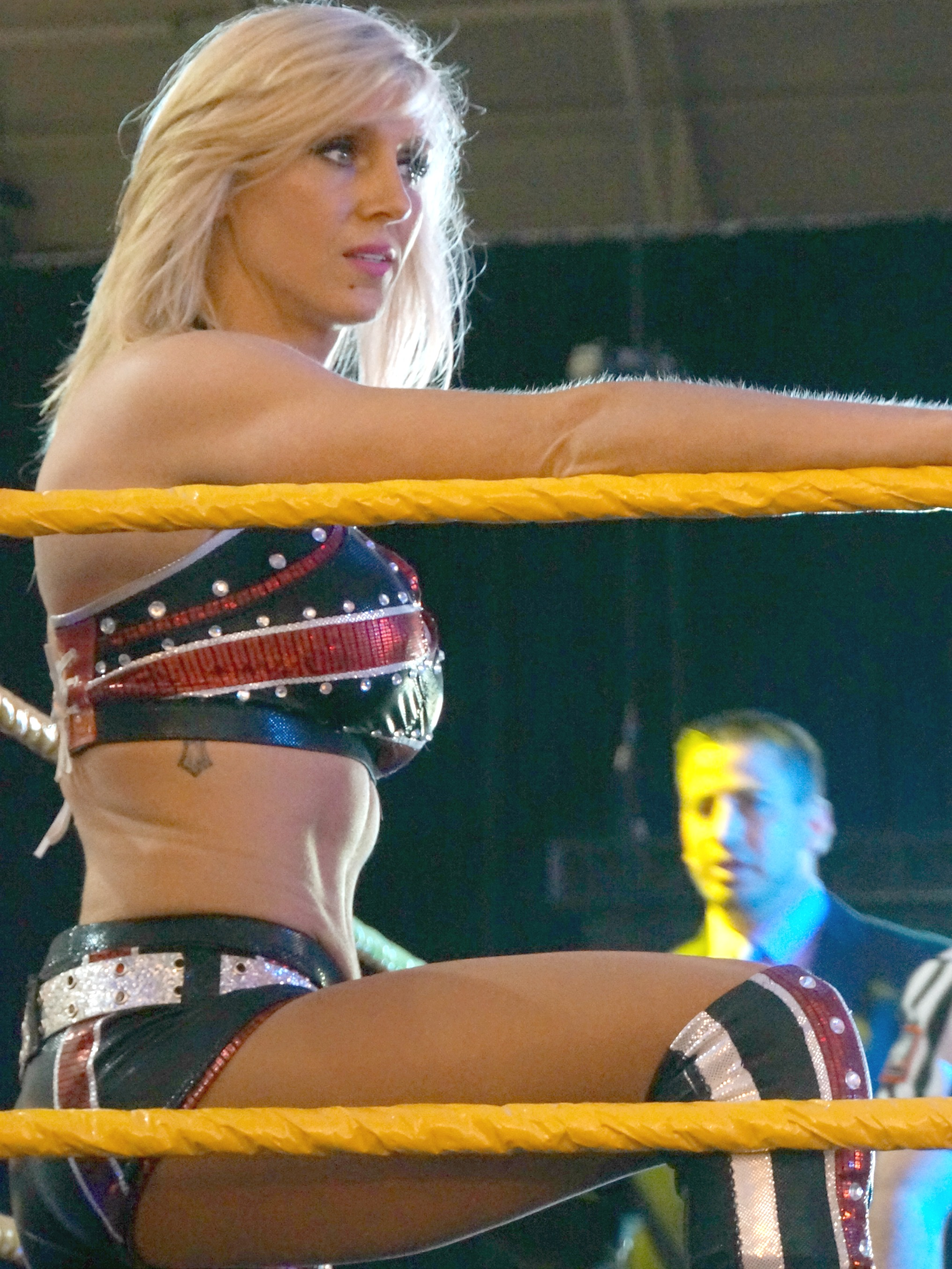
W tygodniu poprzedzającym TakeOver Charlotte dostała się do finału turnieju o NXT Women’s Championship.

W kwietniu Paige, ówczesna posiadaczka NXT Women’s Championship, zadebiutowała w głównym rosterze WWE i zdobyła WWE Divas Championship. Zadecydowano, że NXT Women’s Championship powinno być bronione jedynie podczas gal NXT, dlatego 24 kwietnia Paige zrezygnowała z mistrzostwa na prośbę Generalnego Menedżera NXT Johna Layfielda. Zarządzony przez Layfielda turniej o mistrzostwo kobiet rozpoczął się tydzień później; wzięło w nim udział osiem zawodniczek, a do finału – mającego odbyć się na NXT TakeOver – dostały się Charlotte oraz Natalya. Wznowiło to feud między rodzinami Flair i Hart.
Drabinka turnieju
|  | Pierwsza runda NXT | Pierwsza runda NXT |             |      | Półfinały NXT | Półfinały NXT |  |  | Finał NXT TakeOver | Finał NXT TakeOver |
|  |                    |                    |             |      |               |               |  |  |                    |                    |
|  |                    |                    |             |      |               |               |  |  |                    |                    |
|  |                    |                    |             |      |               |               |  |  |                    |                    |
|  | Sasha Banks        | Sub                |             |      |               |               |  |  |                    |                    |
|  | Sasha Banks        | Sub                |             |      |               |               |  |  |                    |                    |
|  | Bayley             | 3:58               |             |      |               |               |  |  |                    |                    |
|  | Bayley             | 3:58               | Sasha Banks | 4:06 |               |               |  |  |                    |                    |
|  |                    |                    | Sasha Banks | 4:06 |               |               |  |  |                    |                    |
|  |                    | Natalya            | Sub         |      |               |               |  |  |                    |                    |
|  | Natalya            | Natalya            | Sub         | Sub  |               |               |  |  |                    |                    |
|  | Natalya            |                    |             | Sub  |               |               |  |  |                    |                    |
|  | Layla              | 3:30               |             |      |               |               |  |  |                    |                    |
|  | Layla              | 3:30               | Charlotte   | Pin  |               |               |  |  |                    |                    |
|  |                    |                    | Charlotte   | Pin  |               |               |  |  |                    |                    |
|  |                    | Natalya            | 16:49       |      |               |               |  |  |                    |                    |
|  | Charlotte          | Natalya            | 16:49       | Pin  |               |               |  |  |                    |                    |
|  | Charlotte          |                    |             | Pin  |               |               |  |  |                    |                    |
|  | Emma               | 3:50               |             |      |               |               |  |  |                    |                    |
|  | Emma               | 3:50               | Charlotte   | Pin  |               |               |  |  |                    |                    |
|  |                    |                    | Charlotte   | Pin  |               |               |  |  |                    |                    |
|  |                    | Alexa Bliss        | 5:01        |      |               |               |  |  |                    |                    |
|  | Alexa Bliss        | Alexa Bliss        | 5:01        | Pin  |               |               |  |  |                    |                    |
|  | Alexa Bliss        |                    |             | Pin  |               |               |  |  |                    |                    |
|  | Alicia Fox         | 3:08               |             |      |               |               |  |  |                    |                    |
|  | Alicia Fox         | 3:08               |             |      |               |               |  |  |                    |                    |

#### Sami Zayn vs. Tyler Breeze
Przed NXT TakeOver Sami Zayn i Tyler Breeze otrzymali szansę zdobycia miana pretendenckiego do NXT Championship. 8 maja wzięli udział w Battle Royalu o miano pretendenckie. Starcie zakończyło się w kontrowersyjny sposób; trzej ostatni uczestnicy walki – Zayn, Breeze oraz Tyson Kidd wypadli z ringu w tej samej chwili. Trzej zawodnicy zmierzyli się w Triple Threat matchu, na szali którego stała szansa walki z mistrzem; ostatecznie walkę wygrał Kidd. Upór Zayna i Breeze’a w dążeniu do zdobycia miana pretendenckiego doprowadził do ogłoszenia pojedynku między nimi na NXT TakeOver.

#### Adrian Neville vs. Tyson Kidd
Po kontrowersyjnym Battle Royalu o prawo do walki z mistrzem NXT Tyson Kidd wygrał Triple Threat match z Samim Zaynem i Tylerem Breezem, by zyskać miano pretendenckie do NXT Championship. Ogłoszono, że szansę zdobycia mistrzostwa, będącego w posiadaniu Adriana Neville’a, wykorzysta podczas TakeOver.

## Gala

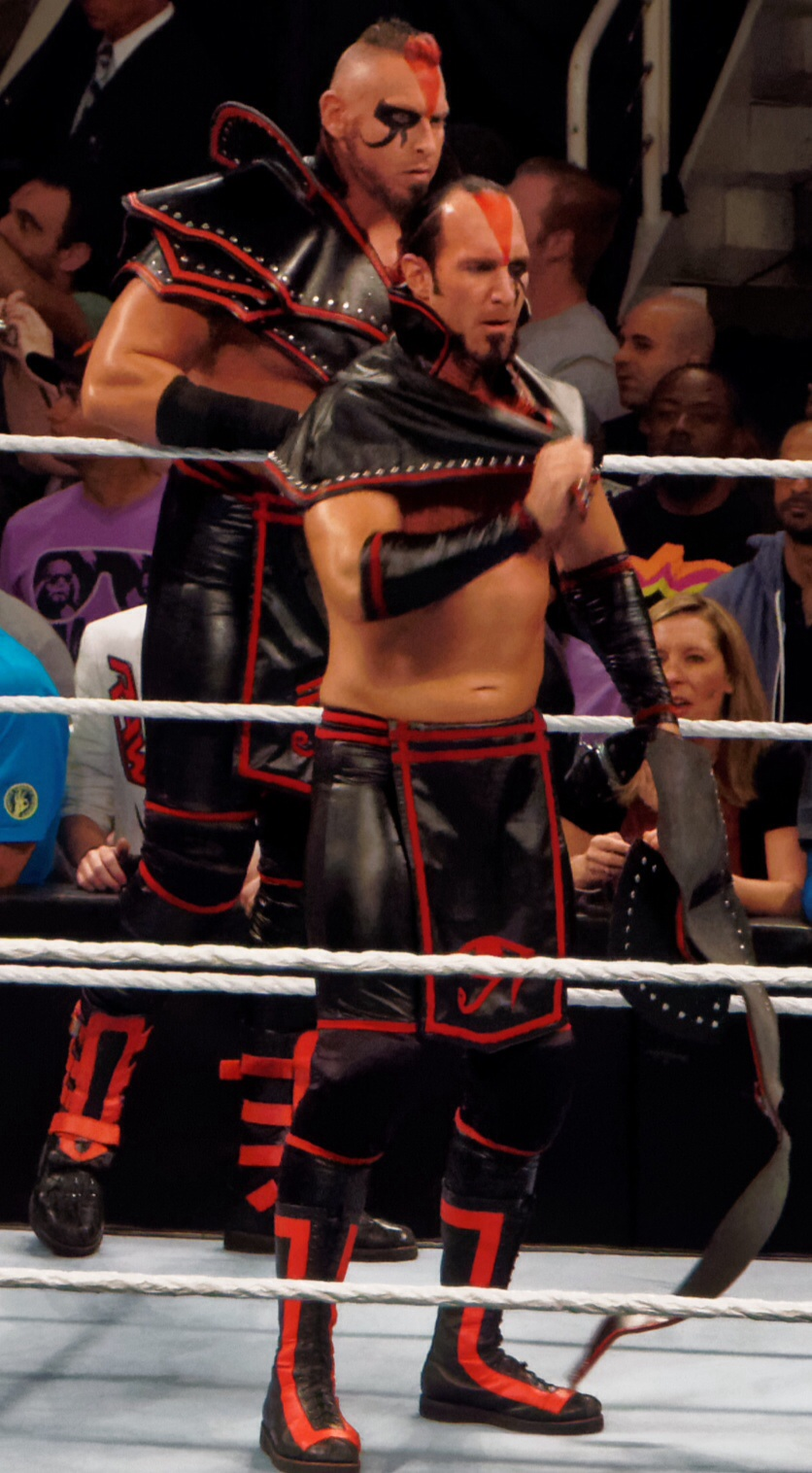
The Ascension (na zdjęciu) broniło NXT Tag Team Championship w walce z Kalisto i El Localem.

### Komentatorzy i pre-show
NXT TakeOver komentowali Byron Saxton, William Regal oraz Tom Phillips, powinności konferansjerskie pełniła Eden Stiles. W półgodzinnym panelu pre-show, odbywającym się na zewnątrz Full Sail Univerity, zasiedli Renee Young, Paul Heyman oraz Christian. Gościem specjalnym panelu był Cesaro, a na zakończenie pre-showu przed arenę podjechał Exotic Express Adama Rose’a. Hala została wyprzedana, na widowni zasiadło ponad 400 fanów. Podczas wydarzenia obecny był aktor Kris Kristofferson.
Przed rozpoczęciem transmisji na żywo fani zgromadzeni na arenie mogli zobaczyć walkę między Bayley a Sashą Banks; zwyciężczynią okazała się ta pierwsza.

### Główne show
Główną część gali otworzyło starcie Adama Rose’a z Camacho. Znaczną część walki dominował Camacho, w czwartej minucie pojedynku Rose skontrował jeden z ataków przeciwnika i wykonał na nim spinebuster. Liderowi „Rosebuds” pozwoliło to na zaatakowanie finisherem The Party Fool, przypięcie oponenta i wygranie spotkania.
W następnym starciu mistrzowie tag team NXT The Ascension (Konnor i Viktor) bronili tytułów mistrzowskich w walce z Kalisto i El Localem. Starcie rozpoczął krótki brawl między dwoma drużynami, po którym heelowscy mistrzowie zdobyli przewagę w walce. Kalisto zdołał skontrować jeden z ataków Ascension, co dało mu możliwość zamiany z partnerem. El Local stanął przed szansą przypięcia Viktora po wykonaniu na nim moonsaultu, jednak został zatrzymany przez drugiego z mistrzów drużynowych. Po kolejnej kontrze Ascension nie traciło czasu, wykonując drużynowy finisher Fall of Man na Localu i pokonując pretendentów.
Sami Zayn zmierzył się z Tylerem Breezem w pojedynku o szansę walki z mistrzem NXT. Starcie rozpoczął wyrównany pokaz technicznego wrestlingu. Breeze zdobył przewagę, zrzucając Zayna z narożnika na podłogę poza ringiem. Zayn wyrównał spotkanie, wydostając się z dźwigni przeciwnika. Wyrzuciwszy Breeze’a poza ring, wykonał na nim moonsault z odbiciem od lin, tuż po tym wykonał kolejny atak z górnej liny oraz Blue Thunderbomb. Nie wystarczyło to jednak, aby zakończyć spotkanie; Breeze skontrował kolejny atak Zayna i odpowiedział powerbombem. Zawodnicy zaczęli wymieniać się kontrami i ciosami. Zyskawszy przewagę, Zayn próbował wykonać Helluva Kick na przeciwniku, ten jednak nieczysto skontrował akcję i wymierzył oponentowi własne Beauty Shot. Wygrywając pojedynek, Breeze zdobył miano pretendenta do NXT Championship.
Między walkami Mojo Rawley skofrontował się z Rusevem i jego menedżerką Laną. Doszło do bójki między zawodnikami, zwycięsko wyszedł z niej Rusev.

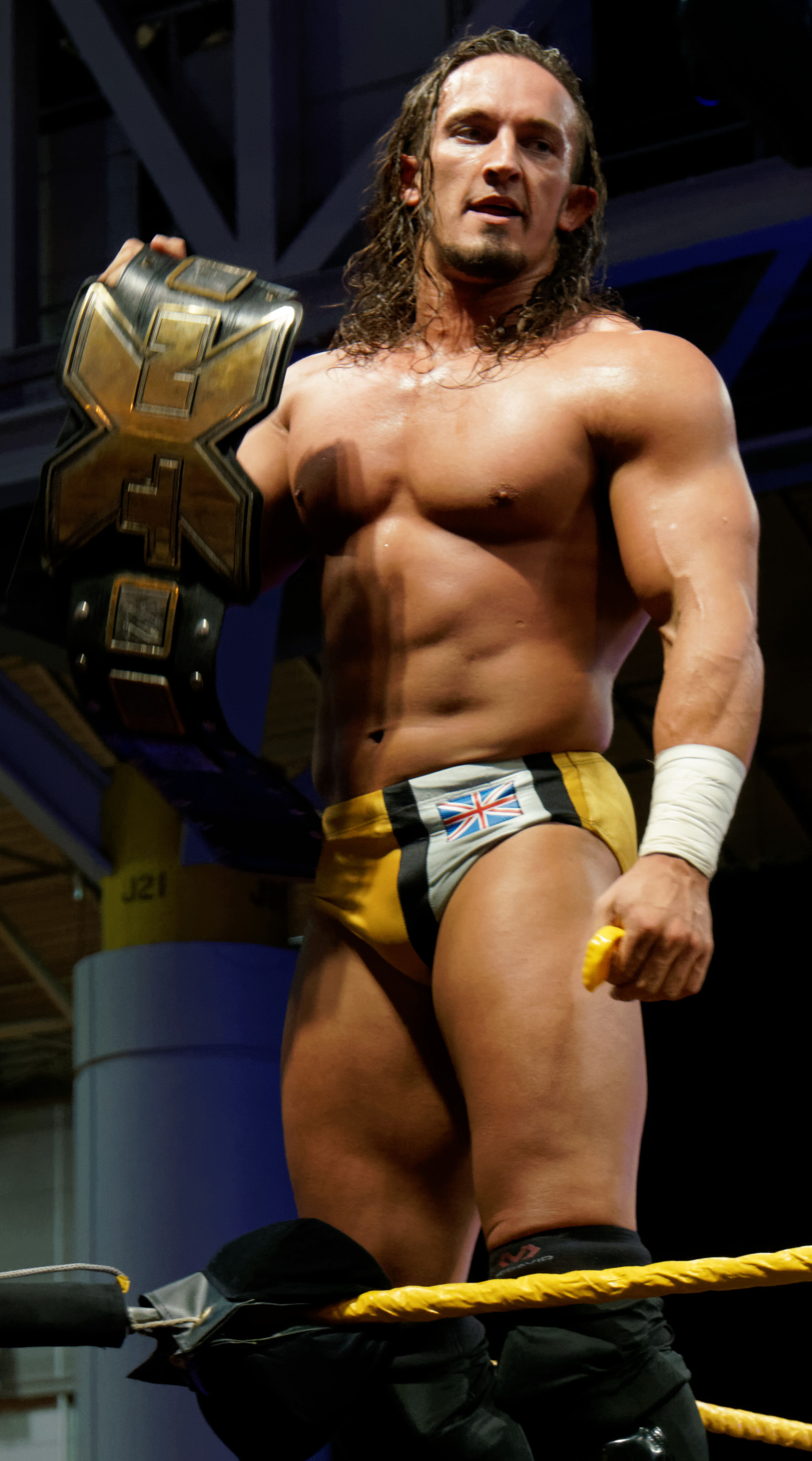
Adrian Neville zwyciężył w walce wieczoru NXT TakeOver.

Kolejną walką był finał turnieju o NXT Women’s Championship, do którego dostały się Charlotte oraz Natalya. W narożnikach zawodniczek stanęli kolejno Ric Flair (ojciec Charlotte) oraz Bret Hart (wuj Natalyi). Walkę poprzedziła wypowiedź poprzedniej posiadaczki Women’s Championship – Paige. Zawodniczki rozpoczęły walkę technicznym wrestlingiem, wymianą dźwigni i kontr. Natalya wykorzystywała chwyty charakterystyczne dla technicznego stylu walki wuja, Charlotte natomiast raz po raz atakowała chopami, używanymi niegdyś przez ojca. Charlotte zdołała wypracować sobie przewagę, zrzucając przeciwniczkę na podłogę poza ringiem, lecz Natalya szybko wyrównała pojedynek unikając kolejnego ataku. Reprezentantka rodziny Hart założyła na rywalce Sharpshooter, ta jednak zdołała się z niego wydostać i założyć własne Figure-Four. Z walki w obosiecznej dźwigni zwycięsko wyszła Charlotte, która sprytnie wykorzystała krawędź ringu do wydostania się z chwytu. Po powrocie do kwadratowego pierścienia członkini rodziny Flair wykorzystała Hartowski Sharpshooter oraz własne Bow Down To The Queen do ostatecznego pokonania rywalki. Wygrawszy pojedynek, Charlotte stała się zwyciężczynią turnieju oraz drugą posiadaczką NXT Women’s Championship w historii. Po zakończeniu walki przeciwniczki objęły się, natomiast Ric Flair i Bret Hart podali sobie ręce na znak szacunku.

### Walka wieczoru
Walką wieczoru był pojedynek mistrza NXT Adriana Neville’a z pretendentem do tytułu Tysonem Kiddem. Walka zaczęła się długą wymianą spojrzeń oraz konkursem siłowym, z którego zawodnicy przeszli do naprzemiennego wykonywania dźwigni i szybkich ruchów techniczno–akrobatycznych. Przewagę wypracował sobie Kidd; uwięził mistrza w narożniku i wykonał na nim kombinację ataków, po czym wyrzucił go poza ring i wykonał swanton bomb. Nie wystarczyło to jednak do zdobycia mistrzostwa. Neville skontrował kolejny atak, lecz po chwilę później obaj zawodnicy zderzyli się po wykonaniu podwójnego crossbody. Mistrz objął przewagę i uwięził Kidda w narożniku, odwdzięczając mu się za sytuację z początku pojedynku. Po wymianie kontr doszło do walki na narożniku, z której zwycięsko wyszedł Neville; wykonał na pretendencie seated powerbomb, lecz próba przypięcia przeciwnika zakończyła się near-fallem.
Ponownie rozpoczął się wyrównany pokaz akcji akrobatycznych; w wyniku nieudanego suplexu obaj zawodnicy znaleźli się poza ringiem, między liny wrócili dopiero podczas ostatnich chwil liczenia sędziego. Kidd zdołał założyć na rywalu Sharpshooter oraz Dungeon Lock, mistrz jednak nie poddał walki, jak również nie dał się przypiąć po leg dropie z górnej liny. Neville nie pozwolił Kiddowi na wykonanie kolejnej akcji z lin, sam wykonał na przeciwniku hurricanranę, po czym zakończył spotkanie finisherem Red Arrow. Po walce obrońca tytułu chciał podać rękę Kiddowi na znak szacunku, ten jednak odepchnął rywala i wyszedł z ringu bez słowa.

### TakeOver Fallout
Po gali odbył się półgodzinny panel post-show, nazwany „TakeOver Fallout”; prowadzony był przez zespół komentatorski, Renee Young oraz Paula Heymana. Podczas panelu na pytania fanów odpowiadał producent NXT Triple H, a gośćmi specjalnymi byli Sami Zayn, Adam Rose, Natalya, Charlotte oraz Tyson Kidd. Panel zakończyła konfrontacja Neville’a z nowym pretendentem – Tylerem Breezem.

## Odbiór gali

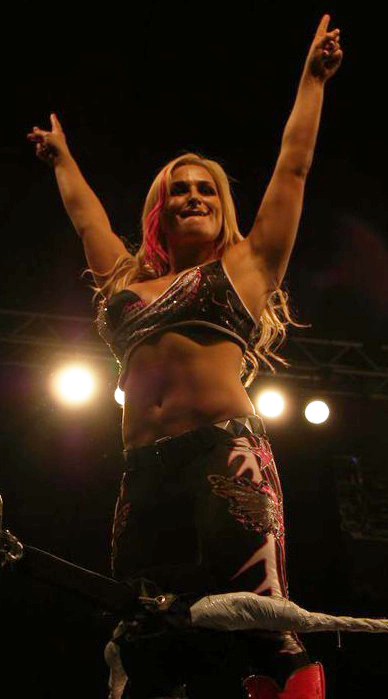
Walka Natalyi (na zdjęciu) z Charlotte otrzymała wysokie oceny od krytyków.

NXT TakeOver otrzymało pozytywne oceny od krytyków i fanów.
Erik Beaston, redaktor serwisu Bleacher Report, ocenił wszystkie walki wydarzenia. Za najgorsze uznał opener oraz walkę drużynową, za najlepsze – pozostałe dwa starcia głównego show, a pomiędzy nimi umieścił walkę wieczoru. Opener określił mianem „nienadzwyczajnego”, walkę Zayn/Breeze „fenomenalnym starciem, które jedynie umacnia reputację NXT”, pojedynek o Women’s Championship „nie tylko dobrą walką kobiet, ale dobrym wrestlingiem w ogóle”. Wyznał, że „czegoś brakowało w walce o NXT Championship, ale nadal była ona dobrym zwieńczeniem show, które prawdopodobnie przewyższyło Arrival”.
Larry Csonka z 411mania.com za najlepsze wskazał na równi walki o NXT Women’s Championship i miano pretendenckie do NXT Championship, oceniając je na 4 gwiazdki z 5 możliwych. Za najgorszą uznał starcie tag-teamowe, zaś walkę wieczoru ocenił na 3½ gwiazdki. Csonka pochwalił zespół komentatorski i wybory zwycięzców walk. Stwierdził, że dwa najwyżej ocenione przez niego pojedynki „są czymś, co zdecydowanie trzeba obejrzeć”, a całe wydarzenie uznał za nieco lepsze niż Arrival. W skali dziesięciopunktowej gala otrzymała od niego 8.1 punktu.
TJ Hawke, również redaktor 411mania.com, ocenił wydarzenie na 7 punktów w skali dziesięciopunktowej. Za najgorszą walkę uznał opener gali, zaś za najlepsze – walki Charlotte/Natalya oraz Breeze/Zayn. Pochwalił pracę Tylera Breeze’a i Samiego Zayna, który – według redaktora – „powinien być w głównym rosterze”. Uwagę Hawke’a zwróciła bójka Ruseva z Mojo Rawleyem; redaktor zganił WWE za wplątanie w galę uproszczonego i niebezpiecznego przesłania politycznego. Hawke był zaskoczony jakością starcia o NXT Women’s Championship i stwierdził, że „tylko kilka walk kobiet w ostatnich 10-15 latach pokazało równie dobry poziom”. Podobnie jak kolega z redakcji umieścił TakeOver ponad Arrival, „mimo rozczarowującego main eventu”.
James Caldwell z Pro Wrestling Torch pochwalił walki Charlotte/Natalya, Breeze/Zayn oraz ostatnie starcie gali. Stwierdził, że walka Adama Rose’a z Camacho była „OK” oraz że walka drużynowa byłaby lepsza, „gdyby było w niej więcej Kalista, a mniej The Ascension”.
Średnia ocen wszystkich walk gali przyznanych przez Wrestling Observer Dave’a Meltzera wyniosła 2,7 gwiazdki. Najwyższą ocenę otrzymało starcie Charlotte z Natalyą o NXT Women’s Championship – magazyn przyznał tej walce 4 gwiazdki na 5 możliwych. Kolejnymi najlepiej ocenionymi walkami były pojedynki o NXT Championship oraz miano pretendenckie do tegoż tytułu – obydwie walki otrzymały 3½ gwiazdki. Dwa pozostałe starcia oceniono na 1¼ gwiazdki.

## Wydarzenia po gali
NXT TakeOver było pierwszą galą z cyklu NXT TakeOver. W kolejnych miesiącach człon „TakeOver” stał się główną częścią nazwy kolejnych specjalnych gal NXT, które miały dodatkowe podtytuły, jak przykładowo NXT TakeOver: Fatal 4-Way czy NXT TakeOver: Rival.
Tyler Breeze przegrał starcie o mistrzostwo z Adrianem Neville’em przez interwencję Tysona Kidda. Na NXT TakeOver: Fatal 4-Way odbył się Fatal 4-Way match o NXT Championship; wzięli w nim udział Neville, Breeze, Kidd oraz Sami Zayn.
Panowanie Charlotte trwało 259 dni i zostało przerwane dopiero w lutym 2015.
Kalisto zakończył współpracę z El Localem, a następnie połączył siły z Sin Carą. Wraz z nowym partnerem zawalczył przeciwko Ascension na kolejnym TakeOver.
Camacho i El Local zostali zwolnieni w lecie 2014. Adam Rose rozpoczął regularne występy w głównym rosterze WWE.

## Wyniki walk

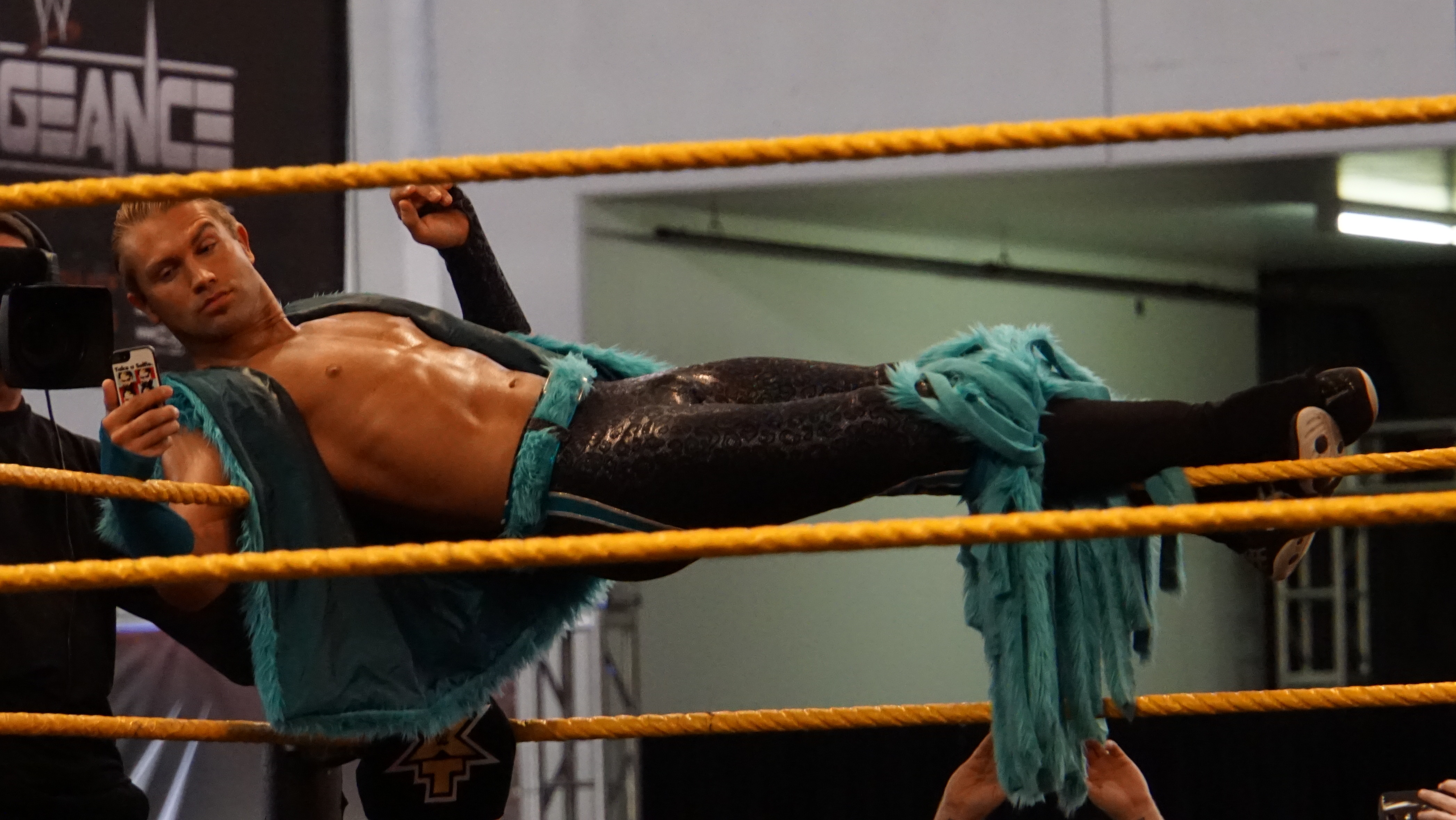
Tyler Breeze zwyciężył w walce, której stawką było prawo do walki z mistrzem NXT.

| Nr                                                                                    | Wyniki                                                           | Stypulacje                                              | Czas  |
| ------------------------------------------------------------------------------------- | ---------------------------------------------------------------- | ------------------------------------------------------- | ----- |
| 1D                                                                                    | Bayley pokonała Sashę Banks                                      | Singles match                                           | N/A   |
| 2                                                                                     | Adam Rose pokonał Camacho                                        | Singles match                                           | 5:07  |
| 3                                                                                     | The Ascension (Konnor i Viktor) (c) pokonali El Locala i Kalisto | Tag team match o NXT Tag Team Championship              | 6:18  |
| 4                                                                                     | Tyler Breeze pokonał Samiego Zayna                               | Singles match o miano pretendenckie do NXT Championship | 15:55 |
| 5                                                                                     | Charlotte (w/ Ric Flair) pokonała Natalyę (w/ Bret Hart)         | Singles match o zawieszony NXT Women’s Championship     | 16:49 |
| 6                                                                                     | Adrian Neville (c) pokonał Tysona Kidda                          | Singles match o NXT Championship                        | 20:55 |
| (c) – mistrz/mistrzyni przed walkąD – walka była dark matchem (nietransmitowana w TV) |                                                                  |                                                         |       |